# Jeffrey DeMunn
Jeffrey DeMunn (* 25. duben 1947, Buffalo, USA) je americký herec.

## Počátky
Narodil se v Buffalu do rodiny Jamese a Violet DeMunnových. Vystudoval Union College s bakalářským titulem.

## Kariéra
Před kamerou se poprvé objevil v roce 1978 v televizním filmu The Last Tenant. Celosvětově je znám především díky svým seriálovým rolím. Znám je především ze seriálu Živí mrtví. Úspěch mu přinesl i televizní snímek Občan X.
Znám je ale také z úspěšných celovečerních filmů. Vidět jsme jej mohli v nejúspěšnějích snímcích režiséra Franka Darabonta, ke kterým patří Vykoupení z věznice Shawshank, Zelená míle nebo Majestic. Zahrál si také ve snímcích jako Fenomén, Akta X nebo Mlha.

## Ocenění
V roce 1995 získal CableACE Award za roli v televizním filmu Občan X. Nominován byl poté na další 2 ocenění včetně Emmy.

## Osobní život
Od roku 1974 byl ženatý s Ann Sekjaer, se kterou se v roce 1995 rozvedl. V roce 2001 se oženil podruhé, tentokrát s Kerry Leah. Má dceru Heather a syna Kevina.

## Filmografie

### Filmy
- 1980 - Vzkříšení, První smrtelný hřích, Vánoční zlo
- 1981 - Ragtime
- 1982 - Tančím, jak nejrychleji dovedu, Frances
- 1983 - Enormous Changes at the Last Minute
- 1984 - Windy City
- 1985 - Varovný signál
- 1986 - Stopař
- 1988 - Sliz, Hořící kříže
- 1989 - Blaze
- 1990 - Peacemaker
- 1991 - Ochránce
- 1992 - Newsies
- 1994 - Vykoupení z věznice Shawshank, Nejlepší máma
- 1995 - Deník vraha
- 1996 - Fenomén
- 1997 - Turbulence, Rakeťák
- 1998 - Girls' Night, Vůle přežít, Akta X - Film
- 1999 - Zelená míle
- 2001 - Majestic
- 2002 - Swimming Upstream
- 2003 - The Lucky Ones
- 2005 - The Persistence od Dreams
- 2006 - Hollywoodland
- 2007 - Mlha
- 2008 - Po přečtení spalte
- 2009 - Potápěč, Around the Block
- 2010 - Skrýš
- 2011 - Další šťastný den

### Televizní filmy
- 1978 - The Last Tenant
- 1979 - Sanctuary of Fear
- 1980 - King Crab
- 1981 - Word of Honor
- 1982 - A Midsummer Night's Dream
- 1983 - O'Malley, I Married Wyatt Earp, The Face of Rage, Sessions
- 1984 - When She Says No
- 1985 - Čas pro život
- 1986 - Who is Julia?
- 1987 - Kojak: The Price of Justice
- 1988 - Větrné mlýny Bohů, Doubletake
- 1989 - Settle the Score
- 1990 - Za ranního rozbřesku, Tragický let 1501
- 1991 - Pronásledovaní
- 1992 - Treacherous Crossing, Jonathan: The Boy Nobody Wanted
- 1993 - Barbarians at the Gate
- 1994 - Ztráta důvěry
- 1995 - Občan X, Hiroshima, Almost Golden: The Jessica Savitch Story, Vánoční koleda, Hajzl
- 1997 - Noční hříchy, Cesta do ráje, Vánoční vzpomínka
- 1998 - Běh černé kočky
- 2000 - Vyvolený
- 2003 - Our Town
- 2005 - Zánik Empire Falls

### Televizní seriály
- 1978 - Mourning Becomes Electra
- 1985 - Hill Street Blues, The Twillight Zone
- 1986 - Spenser: For Hire, Moonlighting, American Masters
- 1987 - Disneyland
- 1988 - Lincoln, American Playhouse
- 1989 - CBS Summer Playhouse, Dear John
- 1990 - L.A. Law
- 1993 - Tribeca, Právo & pořádek
- 1997 - Cracker
- 1998 - The Outer Limits
- 1999 - Storm of the Century
- 2000 - D.C., Uprchlík, Právo a pořádek: Útvar pro zvláštní oběti
- 2001 - Gideon's Crossing, The American Experience, The Practice
- 2002 - Pohotovost
- 2003 - Hack
- 2004 - Západní křídlo
- 2005 - Law & Order: Trial by Jury
- 2006 - Organizace Alfa: Hádův faktor
- 2008 - Cashmere Mafia
- 2010 - God in America, Živí mrtví
- 2012 - Chicago Fire
- 2013 - The Good Wife, Mob City